# Aruop jezik
Aruop jezik (ISO 639-3: lsr; lau’u, lauisaranga), torricellski jezik iz Papue Nove Gvineje, kojim govori oko 700 ljudi (1991 SIL) u šest sela u provinciji Sandaun.
Aruop se uz još devet jezika klasificira podskupini palei, šira skupina wapei-palei.

## Vanjske poveznice
- Ethnologue (14th)
- Ethnologue (15th)